# Lycophidion pembanum
Espèce
Synonymes
- Lycophidion capense pembanum Laurent, 1968

Statut de conservation UICN

 DD  : Données insuffisantes
Lycophidion pembanum est une espèce de serpents de la famille des Lamprophiidae.

## Répartition
Cette espèce est endémique de l'île de Pemba en Tanzanie.

## Étymologie
Cette espèce est nommée en référence au lieu de sa découverte, l'île de Pemba.

## Publication originale
- Laurent, 1968 : A re-examination of the snake genus Lycophidion Duméril & Bibron. Bulletin of The Museum of Comparative Zoology, vol. 136, no 12, p. 461-482 (texte intégral).